# Мангайм-Головний
49°28′47″ пн. ш. 8°28′11″ сх. д. / 49.479722222222° пн. ш. 8.4697222222222° сх. д.
Мангайм-Головний (нім. Mannheim Hauptbahnhof) — залізнична станція в Мангаймі, Баден-Вюртемберг, Німеччина. 
Це друга за трафіком станція на південному заході Німеччини після Штутгарт-Головний, щодня приймає 658 поїздів, з них 238 поїздів далекого прямування. 
Це також ключова станція S-Bahn Рейн-Неккар. 
Пасажирообіг — 100 000 пасажирів/добу
. 
Станцію модернізовано у 2001 році. 
Вона класифікується Deutsche Bahn як станція категорії 2.

## Розташування
Станція розташована на півдні середмістя Мангайма. У листопаді 2001 року вокзал було капітально реконструйовано з сучасним торгово-сервісним центром.
До платформ ведуть ескалатори та ліфти в крилах вестибюлю, через північний та південний тунелі під коліями. Маршрути до платформ оновлено, щоб зробити їх доступними для людей з обмеженими можливостями. Ліфти, ескалатори та система орієнтування для людей із вадами зору дозволяють усім мандрівникам дістатися до поїздів без сторонньої допомоги. 
Ліфти знаходяться в північному підземному переході, а ескалатори — в південному.
Є зал Deutsche Bahn для пасажирів першого класу та тих, хто часто подорожує.
З 1897 року на платформі 1 вокзалу діє Bahnhofsmission («станційна місія», благодійна організація, заснована на деяких великих залізничних станціях Німеччини, яка в основному укомплектована волонтерами), яка, допомагає туристам з обмеженими можливостями пересування.
Перед вокзалом є зупинки кількох трамвайних і автобусних маршрутів Rhein-Neckar-Verkehr (оператор громадського транспорту регіону Райн-Неккар), Rhein-Haardt Bahn (RHB, міжміський рух на захід), Oberrheinische Eisenbahn ( OEG, міжміська лінія, що курсує на схід і північний схід) і автобусні лінії Busverkehr Rhein-Neckar (дочірня компанія Deutsche Bahn, що працює у великому регіоні з центром у Мангаймі). 
Центральний автовокзал, який примикає до південного кінця платформи 1, обслуговує міжміські автобуси та трансфер до аеропорту.
Вокзал продовжує лінію будівель на березі Рейну на південний схід від Мангаймського палацу. Його центральна вісь звернена до Кайзеррінга, внутрішньоміської кільцевої дороги.

## Історія
Початкова станція Баденської магістралі від Гайдельберга, відкрита в 1840 році, була тупиковою станцією та розташовувалась на місці сьогоденної трамвайної зупинки Таттерзалль на північ від чинної станції. 
Плани будівництва мосту через Рейн до Людвігсгафена (нині міст Конрада Аденауера), однак, незабаром призвели до необхідності перенесення станції.

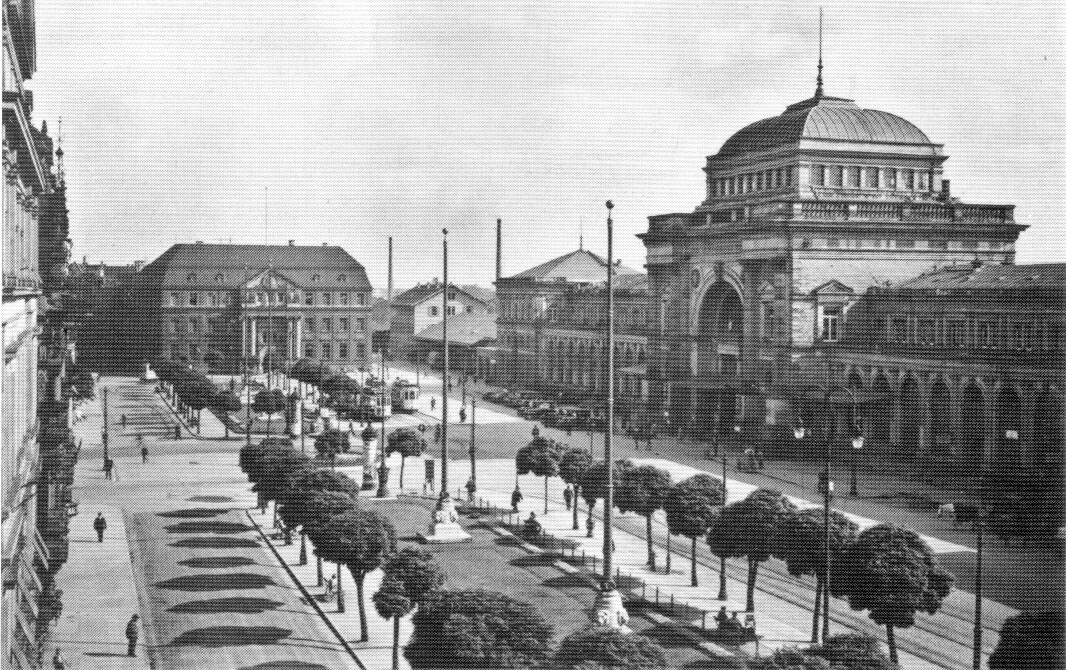
Привокзальна площа, 1925 р

Будівля вокзалу, частина якої все ще збереглася, була побудована в 1871-1876 рр. 
У 1915 році було прийнято рішення про розширення чинного вокзалу. 
У 1927 році передню частину вокзалу було знесено та перебудовано на 10 м ближче до вулиці, подвоївши площу вокзалу. Під час цієї перебудови точилася дискусія про те, чи варто повернути фасад до його первісного вигляду. 
Зрештою, через значні руйнування під час Другої світової війни його знову спростили і відновили. 
Перебудовано без декоративних елементів, але нагадує попередній вигляд.
2 червня 1985 року було відкрито західний в'їзд на Рідбан до Мангайму. 
Це дозволило потягам, що курсують із Франкфурта через Мангайм до Штутгарта та Карлсруе, не змінювати напрямок руху на станції Мангайм-Головний 
.
У 1995 році під привокзальною площею було побудовано автостоянку, а в 1999-2001 рр.  вокзал капітально реконструйовано. 
Перонні будівлі розширено та відновлено симетрію, а вхідний вестибюль отримав скляний купол. 
З 332 прибуттями та відправленнями в розкладі 2004 року станція стала п'ятою за трафіком в мережі Deutsche Bahn.
18 липня 2007 року відбулося офіційне відкриття нового центрального автовокзалу, який примикає до вокзалу. 
За даними оператора Mannheimer Parkhausbetriebe GmbH, дев’ять паркувальних майданчиків, які використовуються міжміськими автобусами, що курсують з автовокзалу, наразі обслуговують понад 30 автобусних маршрутів
.

## Трафік

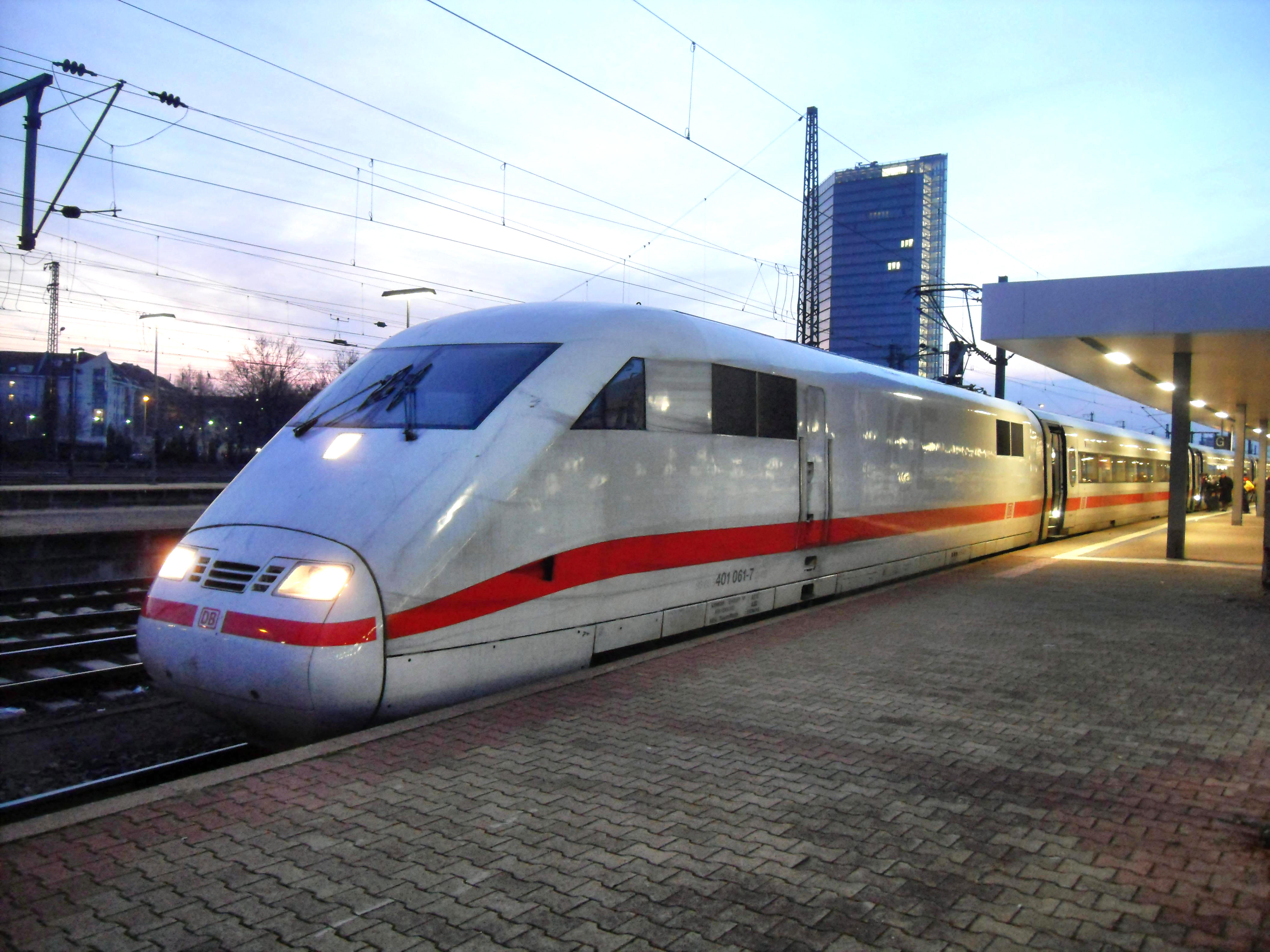
ICE 1 на станції Мангайм-Головний

Щодня через станцію DB курсує 238 поїздів далекого прямування, 265 регіональних поїздів і 155 поїздів S-Bahn (станом на 2009 рік).

### Далеке прямування
| Лінія     | Маршрут | Інтервал               |
| --------- | --- | ---------------------- |
| ICE11     | Берлін – Лейпциг – Ерфурт – Франкфурт-Гол. – Мангайм – Штутгарт – Ульм – Аугсбург – Мюнхен | 2 години               |
| ICE12     | Берлін – Брунсвік – Кассель-Вільгельмсгее – Франкфурт – Мангайм – Карлсруе – Фрайбург – Базель (– Цюрих – Інтерлакен-Ост) | 2 години               |
| ICE15     | Берлін – Галле – Ерфурт – Франкфурт – Дармштадт – Мангайм – Кайзерслаутерн – Саарбрюккен | 1 пара поїздів         |
| ICE20     | (Кіль –) Гамбург – Ганновер – Кассель-Вільгельмсгее – Франкфурт – Мангайм – Карлсруе – Фрайбург – Базель (– Цюрих – Інтерлакен-Ост)                                                                                                  | 2 години               |
| ICE22     | (Кіль –) Гамбург – Ганновер – Кассель-Вільгельмсгее – Франкфурт – Франкфуртський аеропорт – Мангайм – Штутгарт | 2 години               |
| ICE32     | Кельн – Бонн – Кобленц – Бінген – Майнц – Мангайм – Гайдельберг – Штутгарт – Ульм – Фрідріхсгафен-штадт – Ліндау-Ройтін – Брегенц – Санкт-Антон-ам-Арльберг – Інсбрук                                                                | 1 пара поїздів         |
| ICE42     | (Гамбург – Бремен –) Дортмунд – Ессен – Дуйсбург – Кельн – Зігбург/Бонн – Франкфуртський аеропорт – Мангайм – Штутгарт – Ульм – Аугсбург – Мюнхен                                                                                    | 2 години               |
| ICE43     | (Амстердам – Дуйсбург –) або (Гамбург – Бремен – Мюнстер – Дортмунд – Ессен – Дуйсбург – Дюссельдорф –) або (Ганновер – Дортмунд – Вупперталь –) Кельн – Зігбург/Бонн – Аеропорт Франкфурта – Мангайм – Карлсруе – Фрайбург – Базель | 2 години               |
| ICE45     | Кельн – Аеропорт Кельн/Бонн – Монтабаур – Лімбург-Південний – Вісбаден – Майнц – Мангайм – Гайдельберг – Штутгарт | Індивідуальні послуги  |
| ICE47     | Дортмунд – Дуйсбург – Кельн-Мессе/Дойц – Франкфуртський аеропорт – Мангайм – Штутгарт | 2 години               |
| ICE/TGV82 | Франкфурт – Мангайм – Страсбург/Саарбрюккен – Париж-Східний | Кожні дві години       |
| TGV84     | Франкфурт – Мангайм – Карлсруе – Баден-Баден – Страсбург – Мюлуз-Віль – Бельфор-Монбельяр – Безансон-Франш-Конте – Шалон-сюр-Сон – Ліон-Парт-Дьє – Авіньйон – Екс-ан-Прованс – Марсель-Сен-Шарль                                     | пара поїздів           |
| ECE 85    | Франкфурт – Мангайм – Карлсруе – Фрайбург – Базель – Люцерн – Беллінцона – Монца – Мілан | пара поїздів           |
| IC32      | Дортмунд – Ессен – Дуйсбург – Дюссельдорф – Кельн – Кобленц – Майнц – Мангайм – Штутгарт – Кемптен – Оберстдорф | 1 пара поїздів         |
| IC34      | (Штутгарт - Пфорцгайм - Карлсруе - Гейдельберг - Мангайм - Франкфуртський аеропорт - ) Франкфурт - Вецлар - Зіген - Кройцталь - Фіннентроп - Ізерлон - Віттен - Дортмунд                                                             | Пн–Пт: один поїзд      |
| IC35      | Нордайх-Моле — Мюнстер – Дуйсбург – Кельн – Кобленц – Мангайм – Штутгарт або Карлсруе – Констанц | Деякі поїзди у вихідні |
| IC50      | Франкфурт – Дармштадт – Мангайм – Кайзерслаутерн – Гомбург – Саарбрюккен | Деякі поїзди           |
| EC62      | Саарбрюккен – Гомбург – Мангайм – Гейдельберг – Штутгарт – Ульм – Аугсбург – Мюнхен – Розенгайм – Зальцбург – Грац | 1 пара поїздів         |

### Регіональні служби
| Лінія | Маршрут                                                                                           | Інтервал                  |
| ----- | ------------------------------------------------------------------------------------------------- | ------------------------- |
| RE1   | Мангайм – Людвігсгафен-Мітте – Нойштадт – Кайзерслаутерн – Гомбург – Саарбрюккен – Трір – Кобленц | 2 години                  |
| RE9   | Мангайм – Шветцинген – Гоккенгайм – Вагойзель – Грабен-Нойдорф – Карлсруе                         | Деякі поїзди в години пік |
| RE10a | Мангайм – Гайдельберг – Ебербах – Мосбах-Некарельц – Бад-Фрідріхсгаль – Гайльбронн                | 2 години                  |
| RE10b | Мангайм – Гайдельберг – Зінсгайм – Бад-Фрідріхсгаль – Гейльбронн                                  | 2 години                  |
| RE14  | Мангайм – Людвігсгафен-Мітте – Вормс – Майнц                                                      | 2 години                  |
| RE40  | Мангайм – Гайдельберг – Віслох-Вальдорф – Брухзаль – Карлсруе – Фройденштадт                      | 1 пара поїздів            |
| RE60  | Мангайм – Вайнгайм – Бенсгайм – Дармштадт – Франкфурт                                             | 2 години                  |
| RB 67 | Мангайм – Ной-Едінген/Фрідріхсфельд – Вайнгайм – Бенсгайм – Дармштадт – Франкфурт                 | окремі поїзди             |
| RE70  | Мангайм – Бібліс – Гернсгайм – Франкфурт                                                          | 1 година                  |
| RE73  | Мангайм – Гайдельберг – Віслох-Вальдорф – Брухзаль – Карлсруе                                     | окремі поїзди             |

### S-Bahn Рейн-Некар
Міська електричка регіону Рейн-Неккар є основою транспортної мережі регіону Рейн-Неккар. 
У грудні 2003 року було введено в експлуатацію 290 км мережі S-Bahn. 
Відтоді мережу розширили до 370 км. 
Наступні лінії обслуговують Мангайм-Головний:
| Лінія | Маршрут | Інтервал                                                            |
| ----- | --- | ------------------------------------------------------------------- |
| S1    | Гомбург (Саар) — Остербуркен Гомбург – Кайзерслаутерн – Нойштадт – Шифферштадт – Людвігсгафен – Мангайм – Гайдельберг – Некаргемюнд – Ебербах – Мосбах – Остербуркен                                       | 60 хв                                                               |
| S2    | Кайзерслаутерн — Ебербах (–Мосбах-Баден) Кайзерслаутерн – Нойштадт (Вайнштрассе) – Шифферштадт – Людвіґсгафен – Мангайм – Гайдельберг – Неккаргемюнд – Ебербах (– Мосбах-Баден)                            | 60 хв                                                               |
| S3    | Гермерсгайм — Карлсруе Гермерсгайм – Шпаєр – Шифферштадт – Людвігсгафен – Мангайм – Гайдельберг – Віслох-Вальдорф – Брухзаль – Карлсруе                                                                    | 60 хв                                                               |
| S4    | Гермерсгайм — Брухзаль Гермерсгайм – Шпаєр – Шифферштадт – Людвігсгафен – Мангайм – Гайдельберг – Віслох-Вальдорф – Брухзаль                                                                               | 60 хв                                                               |
| S6    | (Бенсгайм –) Мангайм – Людвігсгафен – Франкенталь – Вормс – Майнц | 30 хв (60 хв від/до Бенсгайма)                                      |
| S9    | Карлсруе – Бланкенлох – Грабен-Нойдорф – Вагойзель – Гоккенгайм – Шветцинген – Мгм-Райнау – Мангайм-Гол. – Мгм-Неккарштадт або Мгм-Нойоштайм – Мгм-Вальдгоф – Ладенбург – Бюрштадт – Бібліс – Грос-Роргайм | 60 хв 30 хв (Карлсруе — Грабен година пік) 30 хв (Грабен — Мангайм) |
| S39   | Мангайм-Вальдгоф – Мангайм (– Гайдельберг – Карлсруе) | окремі поїзди в робочі дні                                          |